# كارمين هنتر
كارمين هنتر (بالإنجليزية: Carmen Hunter)‏ هي منافسة ألعاب القوى أسترالية، ولدت في 26 أكتوبر 1978.

## روابط خارجية
- كارمين هنتر على موقع الاتحاد الدولي لألعاب القوى (الإنجليزية)
- كارمين هنتر على موقع النتائج التاريخية لألعاب القوى الأسترالية (الإنجليزية)